# Dąbie (jezero)
Dąbie [dombje] je deltové jezero ledovcového původu, které celé leží v katastru Štětína. Je čtvrté největší (56 km²) v Polsku a jednoznačně největší vodní plochou Západopomořanského vojvodství. Průměrná hloubka je 3–3,5 m, maximální dokonce 8 m (v místech vodního proudu). Maximální délka jezera je 15 km, šířka 7,5 km.

## Pobřeží

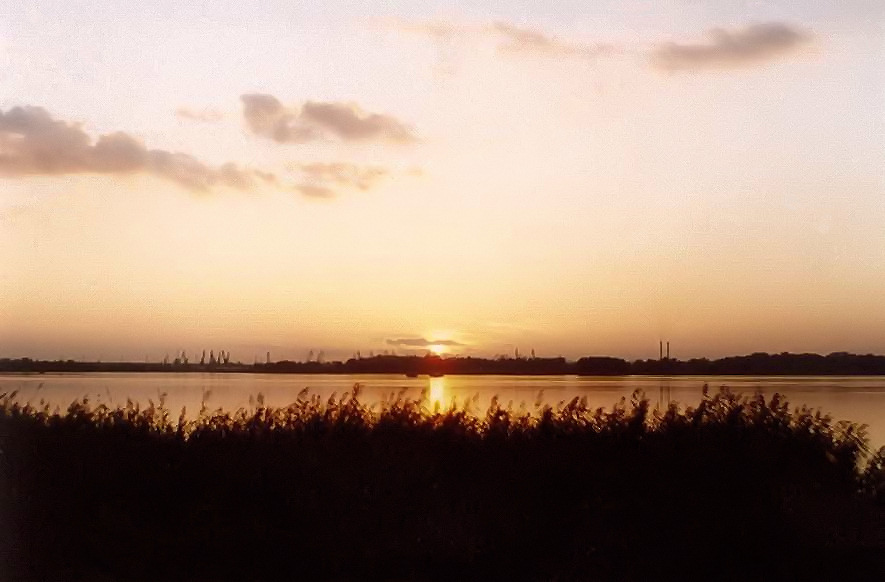
západ slunce nad jezerem

Jezero Dąbie je možné rozdělit na dvě části, z nichž ta větší leží na severu (Dąbie Wielkie) a menší na jihu (Dąbie Małe). Jezero má hodně členitý břeh, na němž se nachází mnoho přístavišť pro menší i větší lodě. Jezero Dąbie je jediným jezerem v Polsku, kde mohou přirazit ke břehu lodě z volného moře.

## Vodní režim
Tvoří prodloužení koryta Regalicy (východní rameno Odry).